# Cinquième district congressionnel du Texas
Le 5e district congressionnel du Texas se trouve dans une zone qui comprend une partie nord-est de la ville de Dallas, le Comté de Dallas, y compris Mesquite, ainsi qu'un certain nombre de petits comtés de banlieue, exurbains et ruraux au sud et à l'est de Dallas, dont Anderson, Cherokee, Henderson, Van Zandt et Kaufman. Au recensement de 2000, le 5e district représente 651 620 habitants.
Le représentant actuel du 5e district est le Républicain Lance Gooden, qui a été réélu en 2020 en battant la candidate Démocrate Carolyn Salter.

## Redécoupage de 2012
Après le processus de redécoupage de 2012, la moitié est du Comté de Wood a été supprimée et de légers changements ont été apportés au district du Comté de Dallas.

## Historique de vote
| Année | Poste     | Résultats              |
| ----- | --------- | ---------------------- |
| 2000  | Président | Bush 66,0 % - 34,0 %   |
| 2004  | Président | Bush 67,0 % - 33,0 %   |
| 2008  | Président | McCain 63,0 % - 36,0 % |
| 2012  | Président | Romney 65,0 % - 34,0 % |
| 2016  | Président | Trump 63,0 % - 34,0 %  |
| 2020  | Président | Trump 61,0 % - 38,0 %  |

## Liste des Représentants du district
| Membre                          | Parti       | Années                          | Congrès     | Histoire électorale |
| ------------------------------- | ----------- | ------------------------------- | ----------- | --- |
| District établit le 4 mars 1875 |             |                                 |             | |
| John Hancock                    | Démocrate   | 4 mars 1875 - 3 mars 1877       | 44e         | Redécoupage depuis le 4e district et réélu en 1874. |
| Dewitt Clinton Giddings (en)    | Démocrate   | 4 mars 1877 - 3 mars 1879       | 45e         | Élu en 1876. |
| George Washington Jones (en)    | Greenback   | 4 mars 1879 - 3 mars 1883       | 46e , 47e   | Élu en 1878. Réélu en 1880. |
| James W. Throckmorton           | Démocrate   | 4 mars 1883 - 3 mars 1887       | 48e , 49e   | Élu en 1882. Réélu en 1884. |
| Silas Hare (en)                 | Démocrate   | 4 mars 1887 - 3 mars 1891       | 50e , 51e   | Élu en 1886. Réélu en 1888. |
| Joseph W. Bailey (en)           | Démocrate   | 4 mars 1891 - 3 mars 1901       | 52e - 56e   | Élu en 1890. Réélu en 1892. Réélu en 1894. Réélu en 1896. Réélu en 1898. |
| Choice B. Randell (en)          | Démocrate   | 4 mars 1901 - 3 mars 1903       | 57e         | Élu en 1900. Redécoupage vers le 4e district. |
| James Andrew Beall (en)         | Démocrate   | 4 mars 1903 - 3 mars 1915       | 58e - 63e   | Élu en 1902. Réélu en 1904. Réélu en 1906. Réélu en 1908. Réélu en 1910. Réélu en 1912. Retrait. |
| Hatton W. Sumners (en)          | Démocrate   | 4 mars 1915 - 3 janvier 1947    | 64e - 78e   | Redécoupage depuis le district at-large et réélu en 1914. Réélu en 1916. Réélu en 1918. Réélu en 1920. Réélu en 1922. Réélu en 1924. Réélu en 1926. Réélu en 1928. Réélu en 1930. Réélu en 1932. Réélu en 1934. Réélu en 1936. Réélu en 1938. Réélu en 1940. Réélu en 1942. Réélu en 1944. Retrait. |
| Joseph Franklin Wilson (en)     | Démocrate   | 3 janvier 1947 - 3 janvier 1955 | 80e - 83e   | Élu en 1946. Réélu en 1948. Réélu en 1950. Réélu en 1952. Retrait. |
| Bruce Alger (en)                | Républicain | 3 janvier 1955 - 3 janvier 1965 | 84e - 88e   | Élu en 1954. Réélu en 1956. Réélu en 1958. Réélu en 1960. Réélu en 1962. Perd sa réélection. |
| Earle Cabell (en)               | Démocrate   | 3 janvier 1965 - 3 janvier 1973 | 89e - 92e   | Élu en 1964. Réélu en 1966. Réélu en 1968. Réélu en 1970. Perd sa réélection. |
| Alan Steelman (en)              | Républicain | 3 janvier 1973 - 3 janvier 1977 | 93e , 94e   | Élu en 1972. Réélu en 1974. Retrait pour se présenter comme Sénateur des États-Unis. |
| Jim Mattox (en)                 | Démocrate   | 3 janvier 1977 - 3 janvier 1983 | 95e - 97e   | Élu en 1976. Réélu en 1978. Réélu en 1980. Retrait pour se présenter comme Procureur Général du Texas. |
| John Wiley Bryant (en)          | Démocrate   | 3 janvier 1983 - 3 janvier 1997 | 98e - 104e  | Élu en 1982. Réélu en 1984. Réélu en 1986. Réélu en 1988. Réélu en 1990. Réélu en 1992. Réélu en 1994. Retrait pour se présenter comme Sénateur des États-Unis. |
| Pete Sessions                   | Républicain | 3 janvier 1997 - 3 janvier 2003 | 105e - 107e | Élu en 1996. Réélu en 1998. Réélu en 2000. Redécoupage vers le 32e district. |
| Jeb Hensarling                  | Républicain | 3 janvier 2003 - 3 janvier 2019 | 108e - 115e | Élu en 2002. Réélu en 2004. Réélu en 2006. Réélu en 2008. Réélu en 2010. Réélu en 2012. Réélu en 2014. Réélu en 2016. Retrait. |
| Lance Gooden                    | Républicain | 3 janvier 2019 - Présent        | 116e - 118e | Élu en 2018. Réélu en 2020. Réélu en 2022. Réélu en 2024. |

## Résultats des récentes élections
Voici les résultats des dix précédents cycles électoraux dans le district.

## Frontières historiques du district

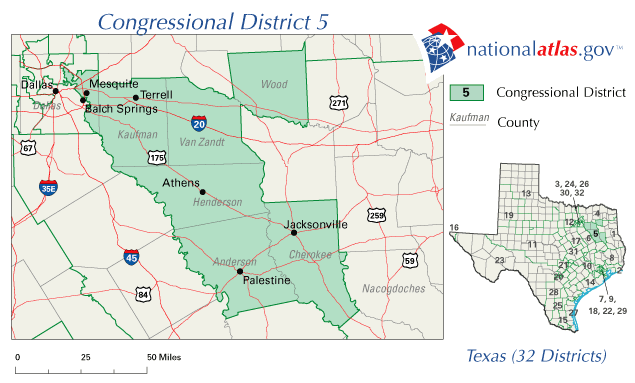
2007 - 2013

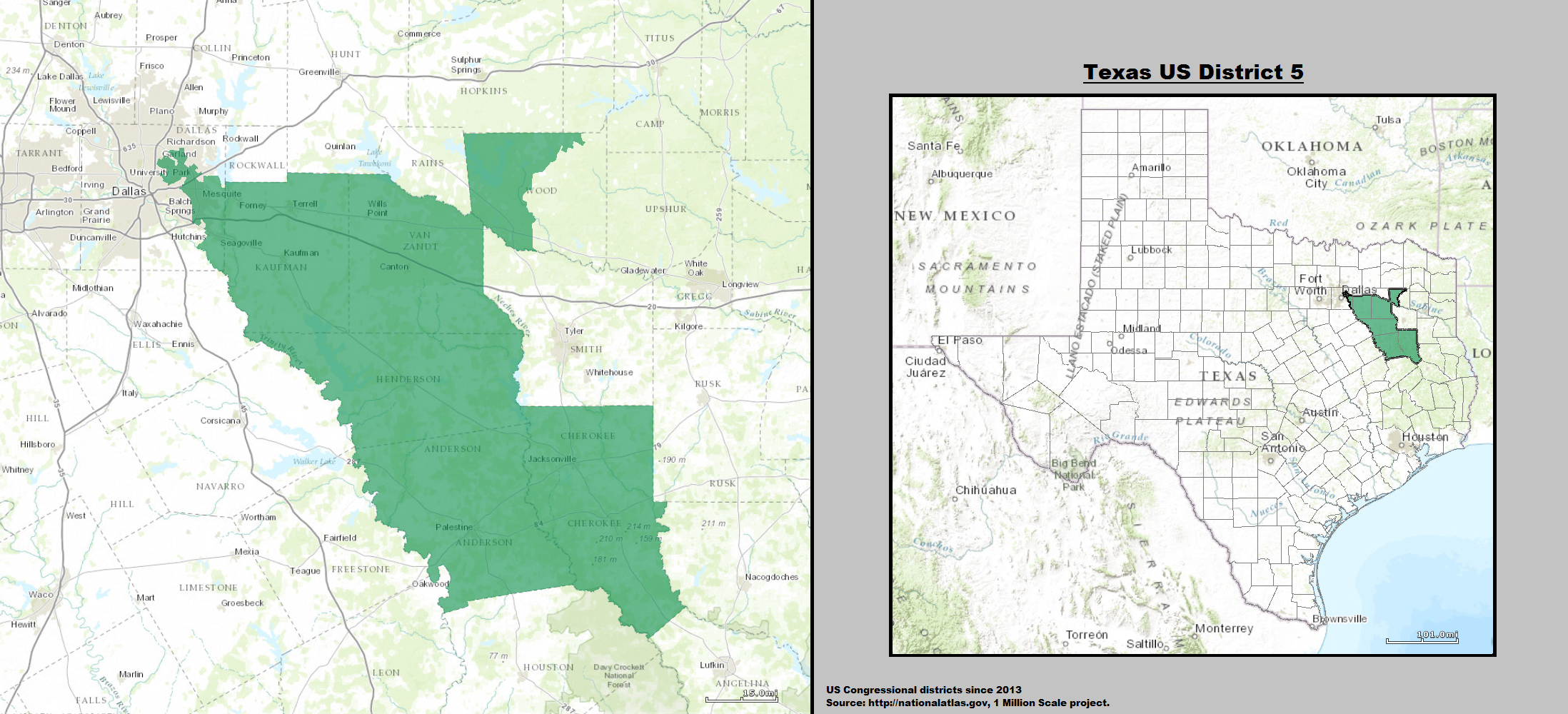
2013 - 2023

### 2004
| Élection de 2004 du 5e district congressionnel du Texas | Élection de 2004 du 5e district congressionnel du Texas | Élection de 2004 du 5e district congressionnel du Texas | Élection de 2004 du 5e district congressionnel du Texas | Élection de 2004 du 5e district congressionnel du Texas |
| ------------------------------------------------------- | ------------------------------------------------------- | ------------------------------------------------------- | ------------------------------------------------------- | ------------------------------------------------------- |
| Parti                                                   | Parti                                                   | Candidat                                                | Votes                                                   | %                                                       |
|                                                         | Républicain                                             | Jeb Hensarling (sortant)                                | 148 816                                                 | 64,5                                                    |
|                                                         | Démocrate                                               | Bill Bernstein                                          | 75 911                                                  | 32,9                                                    |
|                                                         | Libertarien                                             | John Gonzalez                                           | 6 118                                                   | 2,7                                                     |
| Total des votes                                         | Total des votes                                         | Total des votes                                         | 230 845                                                 | 100 %                                                   |
|                                                         | Les Républicains conservent                             |                                                         |                                                         |                                                         |

### 2006
| Élection de 2006 du 5e district congressionnel du Texas | Élection de 2006 du 5e district congressionnel du Texas | Élection de 2006 du 5e district congressionnel du Texas | Élection de 2006 du 5e district congressionnel du Texas | Élection de 2006 du 5e district congressionnel du Texas |
| ------------------------------------------------------- | ------------------------------------------------------- | ------------------------------------------------------- | ------------------------------------------------------- | ------------------------------------------------------- |
| Parti                                                   | Parti                                                   | Candidat                                                | Votes                                                   | %                                                       |
|                                                         | Républicain                                             | Jeb Hensarling (sortant)                                | 88 478                                                  | 61,76                                                   |
|                                                         | Démocrate                                               | Charlie Thompson                                        | 50 983                                                  | 35,58                                                   |
|                                                         | Libertarien                                             | Mike Nelson                                             | 3 791                                                   | 2,64                                                    |
| Total des votes                                         | Total des votes                                         | Total des votes                                         | 143 252                                                 | 100 %                                                   |
|                                                         | Les Républicains conservent                             |                                                         |                                                         |                                                         |

### 2008
| Élection de 2008 du 5e district congressionnel du Texas | Élection de 2008 du 5e district congressionnel du Texas | Élection de 2008 du 5e district congressionnel du Texas | Élection de 2008 du 5e district congressionnel du Texas | Élection de 2008 du 5e district congressionnel du Texas |
| ------------------------------------------------------- | ------------------------------------------------------- | ------------------------------------------------------- | ------------------------------------------------------- | ------------------------------------------------------- |
| Parti                                                   | Parti                                                   | Candidat                                                | Votes                                                   | %                                                       |
|                                                         | Républicain                                             | Jeb Hensarling (sortant)                                | 162 894                                                 | 83,59                                                   |
|                                                         | Libertarien                                             | Ken Ashby                                               | 31 967                                                  | 16,40                                                   |
| Total des votes                                         | Total des votes                                         | Total des votes                                         | 194 861                                                 | 100 %                                                   |
|                                                         | Les Républicains conservent                             |                                                         |                                                         |                                                         |

### 2010
| Élection de 2010 du 5e district congressionnel du Texas | Élection de 2010 du 5e district congressionnel du Texas | Élection de 2010 du 5e district congressionnel du Texas | Élection de 2010 du 5e district congressionnel du Texas | Élection de 2010 du 5e district congressionnel du Texas |
| ------------------------------------------------------- | ------------------------------------------------------- | ------------------------------------------------------- | ------------------------------------------------------- | ------------------------------------------------------- |
| Parti                                                   | Parti                                                   | Candidat                                                | Votes                                                   | %                                                       |
|                                                         | Républicain                                             | Jeb Hensarling (sortant)                                | 106 742                                                 | 70,52                                                   |
|                                                         | Démocrate                                               | Tom Berry                                               | 41 649                                                  | 27,51                                                   |
|                                                         | Libertarien                                             | Ken Ashby                                               | 2 958                                                   | 1,95                                                    |
| Total des votes                                         | Total des votes                                         | Total des votes                                         | 151 349                                                 | 100 %                                                   |
|                                                         | Les Républicains conservent                             |                                                         |                                                         |                                                         |

### 2012
| Élection de 2012 du 5e district congressionnel du Texas | Élection de 2012 du 5e district congressionnel du Texas | Élection de 2012 du 5e district congressionnel du Texas | Élection de 2012 du 5e district congressionnel du Texas | Élection de 2012 du 5e district congressionnel du Texas |
| ------------------------------------------------------- | ------------------------------------------------------- | ------------------------------------------------------- | ------------------------------------------------------- | ------------------------------------------------------- |
| Parti                                                   | Parti                                                   | Candidat                                                | Votes                                                   | %                                                       |
|                                                         | Républicain                                             | Jeb Hensarling (sortant)                                | 134 091                                                 | 64,40                                                   |
|                                                         | Démocrate                                               | Linda S. Mrosko                                         | 69 178                                                  | 33,22                                                   |
|                                                         | Libertarien                                             | Ken Ashby                                               | 4 961                                                   | 2,38                                                    |
| Total des votes                                         | Total des votes                                         | Total des votes                                         | 208 230                                                 | 100 %                                                   |
|                                                         | Les Républicains conservent                             |                                                         |                                                         |                                                         |

### 2014
| Élection de 2014 du 5e district congressionnel du Texas | Élection de 2014 du 5e district congressionnel du Texas | Élection de 2014 du 5e district congressionnel du Texas | Élection de 2014 du 5e district congressionnel du Texas | Élection de 2014 du 5e district congressionnel du Texas |
| ------------------------------------------------------- | ------------------------------------------------------- | ------------------------------------------------------- | ------------------------------------------------------- | ------------------------------------------------------- |
| Parti                                                   | Parti                                                   | Candidat                                                | Votes                                                   | %                                                       |
|                                                         | Républicain                                             | Jeb Hensarling (sortant)                                | 88 998                                                  | 85,4                                                    |
|                                                         | Libertarien                                             | Ken Ashby                                               | 15 264                                                  | 14,6                                                    |
| Total des votes                                         | Total des votes                                         | Total des votes                                         | 104 262                                                 | 100 %                                                   |
|                                                         | Les Républicains conservent                             |                                                         |                                                         |                                                         |

### 2016
| Élection de 2016 du 5e district congressionnel du Texas | Élection de 2016 du 5e district congressionnel du Texas | Élection de 2016 du 5e district congressionnel du Texas | Élection de 2016 du 5e district congressionnel du Texas | Élection de 2016 du 5e district congressionnel du Texas |
| ------------------------------------------------------- | ------------------------------------------------------- | ------------------------------------------------------- | ------------------------------------------------------- | ------------------------------------------------------- |
| Parti                                                   | Parti                                                   | Candidat                                                | Votes                                                   | %                                                       |
|                                                         | Républicain                                             | Jeb Hensarling (sortant)                                | 155 469                                                 | 80,6                                                    |
|                                                         | Libertarien                                             | Ken Ashby                                               | 37 406                                                  | 19,4                                                    |
| Total des votes                                         | Total des votes                                         | Total des votes                                         | 192 875                                                 | 100 %                                                   |
|                                                         | Les Républicains conservent                             |                                                         |                                                         |                                                         |

### 2018
| Élection de 2018 du 5e district congressionnel du Texas | Élection de 2018 du 5e district congressionnel du Texas | Élection de 2018 du 5e district congressionnel du Texas | Élection de 2018 du 5e district congressionnel du Texas | Élection de 2018 du 5e district congressionnel du Texas |
| ------------------------------------------------------- | ------------------------------------------------------- | ------------------------------------------------------- | ------------------------------------------------------- | ------------------------------------------------------- |
| Parti                                                   | Parti                                                   | Candidat                                                | Votes                                                   | %                                                       |
|                                                         | Républicain                                             | Lance Gooden                                            | 130 617                                                 | 62,3                                                    |
|                                                         | Démocrate                                               | Dan Wood                                                | 78 666                                                  | 37,5                                                    |
| Total des votes                                         | Total des votes                                         | Total des votes                                         | 209 507                                                 | 100 %                                                   |
|                                                         | Les Républicains conservent                             |                                                         |                                                         |                                                         |

### 2020
| Élection de 2020 du 5e district congressionnel du Texas | Élection de 2020 du 5e district congressionnel du Texas | Élection de 2020 du 5e district congressionnel du Texas | Élection de 2020 du 5e district congressionnel du Texas | Élection de 2020 du 5e district congressionnel du Texas |
| ------------------------------------------------------- | ------------------------------------------------------- | ------------------------------------------------------- | ------------------------------------------------------- | ------------------------------------------------------- |
| Parti                                                   | Parti                                                   | Candidat                                                | Votes                                                   | %                                                       |
|                                                         | Républicain                                             | Lance Gooden (sortant)                                  | 173 836                                                 | 62,0                                                    |
|                                                         | Démocrate                                               | Carolyn Salter                                          | 100 743                                                 | 35,9                                                    |
|                                                         | Indépendant                                             | Kevin A. Hale                                           | 5 834                                                   | 2,1                                                     |
| Total des votes                                         | Total des votes                                         | Total des votes                                         | 280 413                                                 | 100 %                                                   |
|                                                         | Les Républicains conservent                             |                                                         |                                                         |                                                         |

### 2022
| Primaire Républicaine de 2022 du 5e district congressionnel du Texas | Primaire Républicaine de 2022 du 5e district congressionnel du Texas | Primaire Républicaine de 2022 du 5e district congressionnel du Texas | Primaire Républicaine de 2022 du 5e district congressionnel du Texas | Primaire Républicaine de 2022 du 5e district congressionnel du Texas |
| -------------------------------------------------------------------- | -------------------------------------------------------------------- | -------------------------------------------------------------------- | -------------------------------------------------------------------- | -------------------------------------------------------------------- |
| Parti                                                                | Parti                                                                | Candidat                                                             | Votes                                                                | %                                                                    |
|                                                                      | Républicain                                                          | Lance Gooden (sortant)                                               | 47 692                                                               | 100 %                                                                |

| Primaire Démocrate de 2022 du 5e district congressionnel du Texas | Primaire Démocrate de 2022 du 5e district congressionnel du Texas | Primaire Démocrate de 2022 du 5e district congressionnel du Texas | Primaire Démocrate de 2022 du 5e district congressionnel du Texas | Primaire Démocrate de 2022 du 5e district congressionnel du Texas |
| ----------------------------------------------------------------- | ----------------------------------------------------------------- | ----------------------------------------------------------------- | ----------------------------------------------------------------- | ----------------------------------------------------------------- |
| Parti                                                             | Parti                                                             | Candidat                                                          | Votes                                                             | %                                                                 |
|                                                                   | Démocrate                                                         | Tartisha Hill                                                     | 10 689                                                            | 52,7                                                              |
|                                                                   | Démocrate                                                         | Kathleen Bailey                                                   | 9 605                                                             | 47,3                                                              |

| Élection de 2022 du 5e district congressionnel du Texas | Élection de 2022 du 5e district congressionnel du Texas | Élection de 2022 du 5e district congressionnel du Texas | Élection de 2022 du 5e district congressionnel du Texas | Élection de 2022 du 5e district congressionnel du Texas |
| ------------------------------------------------------- | ------------------------------------------------------- | ------------------------------------------------------- | ------------------------------------------------------- | ------------------------------------------------------- |
| Parti                                                   | Parti                                                   | Candidat                                                | Votes                                                   | %                                                       |
|                                                         | Républicain                                             | Lance Gooden (sortant)                                  | 135 595                                                 | 64,0                                                    |
|                                                         | Démocrate                                               | Tartisha Hill                                           | 71 930                                                  | 33,9                                                    |
|                                                         | Libertarien                                             | Kevin Hale                                              | 4 293                                                   | 2,0                                                     |
|                                                         | Indépendant                                             | Ruth Torres (write-in)                                  | 147                                                     | 0,1                                                     |
| Total des votes                                         | Total des votes                                         | Total des votes                                         | 211 965                                                 | 100 %                                                   |
|                                                         | Les Républicains conservent                             |                                                         |                                                         |                                                         |

### 2024
| Primaire Républicaine de 2024 du 5e district congressionnel du Texas | Primaire Républicaine de 2024 du 5e district congressionnel du Texas | Primaire Républicaine de 2024 du 5e district congressionnel du Texas | Primaire Républicaine de 2024 du 5e district congressionnel du Texas | Primaire Républicaine de 2024 du 5e district congressionnel du Texas |
| -------------------------------------------------------------------- | -------------------------------------------------------------------- | -------------------------------------------------------------------- | -------------------------------------------------------------------- | -------------------------------------------------------------------- |
| Parti                                                                | Parti                                                                | Candidat                                                             | Votes                                                                | %                                                                    |
|                                                                      | Républicain                                                          | Lance Gooden (sortant)                                               | 59 069                                                               | 100 %                                                                |

| Primaire Démocrate de 2024 du 5e district congressionnel du Texas | Primaire Démocrate de 2024 du 5e district congressionnel du Texas | Primaire Démocrate de 2024 du 5e district congressionnel du Texas | Primaire Démocrate de 2024 du 5e district congressionnel du Texas | Primaire Démocrate de 2024 du 5e district congressionnel du Texas |
| ----------------------------------------------------------------- | ----------------------------------------------------------------- | ----------------------------------------------------------------- | ----------------------------------------------------------------- | ----------------------------------------------------------------- |
| Parti                                                             | Parti                                                             | Candidat                                                          | Votes                                                             | %                                                                 |
|                                                                   | Démocrate                                                         | Ruth Torres                                                       | 17 145                                                            | 100 %                                                             |

| Élection de 2024 du 5e district congressionnel du Texas | Élection de 2024 du 5e district congressionnel du Texas | Élection de 2024 du 5e district congressionnel du Texas | Élection de 2024 du 5e district congressionnel du Texas | Élection de 2024 du 5e district congressionnel du Texas |
| ------------------------------------------------------- | ------------------------------------------------------- | ------------------------------------------------------- | ------------------------------------------------------- | ------------------------------------------------------- |
| Parti                                                   | Parti                                                   | Candidat                                                | Votes                                                   | %                                                       |
|                                                         | Républicain                                             | Lance Gooden (sortant)                                  | 192 185                                                 | 64,1                                                    |
|                                                         | Démocrate                                               | Ruth Torres                                             | 107 712                                                 | 35,9                                                    |
| Total des votes                                         | Total des votes                                         | Total des votes                                         | 299 897                                                 | 100 %                                                   |
|                                                         | Les Républicains conservent                             |                                                         |                                                         |                                                         |